# Schloss Zichy (Óbuda)

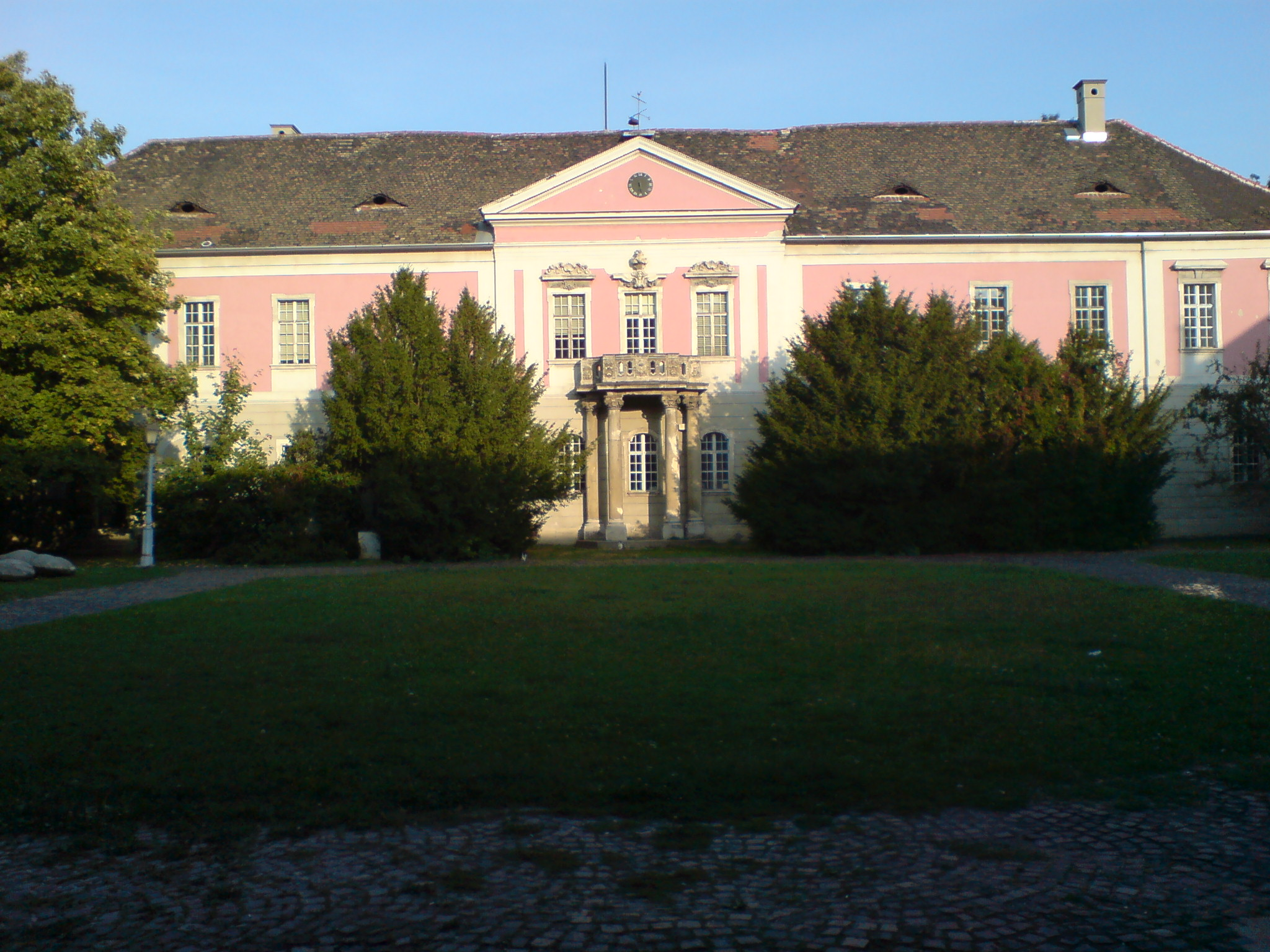
Schloss Zichy, Fassade zum Hof

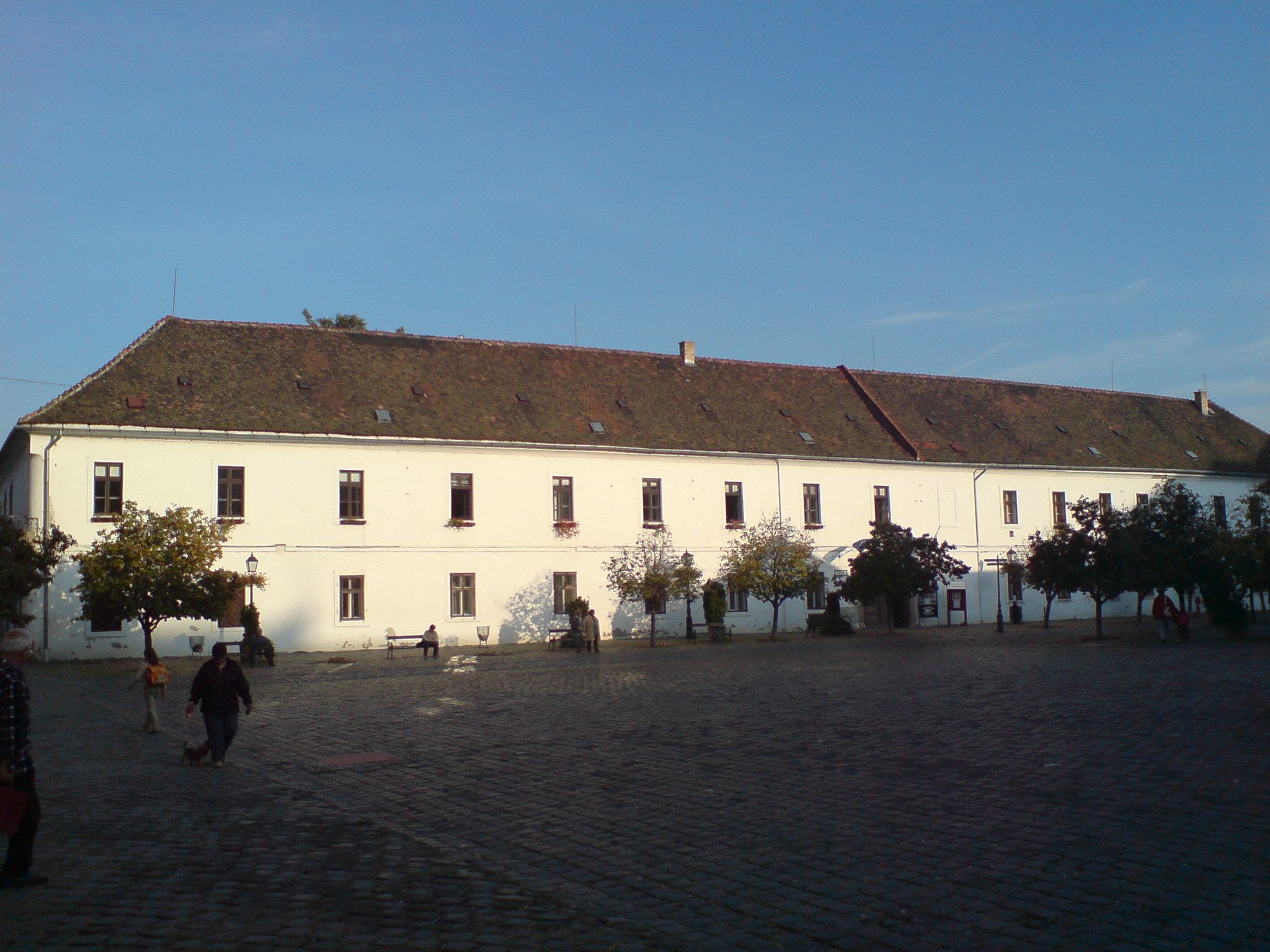
Blick vom Fö Tér, dem Óbudaer Rathausmarkt, auf den Wirtschaftsbau

Das Schloss Zichy befindet sich im heutigen Budapester Stadtteil Óbuda.

## Geschichte
Das Gebäude befindet sich inmitten der Überreste der Altstadt Óbudas, das nach dem Abzug der Osmanen Ende des 17. Jahrhunderts in den Besitz der Familie Zichy kam. Es wurde von 1746 bis 1757 für den Grafen Miklós Zichy durch den Baumeister Henrik János Jäger im Barock errichtet. Das Schloss wurde im Zweiten Weltkrieg schwer beschädigt und wurde in den vergangenen Jahren in Teilen restauriert. Die Restaurierungsmaßnahmen des Schlosses und seiner Wirtschaftsflügel sind bis heute (2008) nicht abgeschlossen und so befinden sich Teile der Bauten noch immer in einem sanierungsbedürftigen Zustand.
Es diente heute als Kulturzentrum und beherbergt mehrere Museen. Im Zichy-Schloss und den Wirtschaftsgebäuden befinden sich drei verschiedene Museen; Das Kassák-Museum widmet sich dem expressionistischen Maler und Dichter Lajos Kassák, das Vasarely-Museum dem Schaffen des Malers und Grafikers Victor Vasarely. In einem Flügel des Wirtschaftsgebäudes befindet sich das Stadtmuseum Óbudas.
Das Schloss wird regelmäßig in weitere kulturelle Veranstaltungen eingebunden, so dient der Hof im Sommer oft als Freilichtbühne für Opernaufführungen.

## Architektur
Das Schloss ist ein schlichtes, zweistöckiges Palais von dreizehn Achsen, das nach Westen auf drei Seiten von einem ausgedehnten Tor- bzw. Wirtschaftsgebäude umgeben ist. Die Fassade mit dem Hauptportal ist nach Osten auf einen Seitenarm der Donau ausgerichtet, doch durch spätere Baumaßnahmen in ihrer Wirkung stark beeinträchtigt und heute zum Teil zugewachsen.